# Chiesa di Santa Maria a Marignolle
La chiesa di Santa Maria a Marignolle è un luogo di culto cattolico che si trova nella zona collinare di Marignolle a sud ovest del centro di Firenze.

## Storia
Di antica origine risalente a prima del 1200, ebbe il patronato di famiglie importanti come i Marignolli, i Rossi, i Gianfigliazzi, i Medici e i Capponi, che sulle amene colline avevano le loro ville suburbane. In quella dei Gianfigliazzi si fermò papa Leone X al suo arrivo a Firenze nel 1515.
La chiesa ebbe allora il titolo di prioria ed il privilegio di annunciare la Pasqua di Resurrezione nella notte del Sabato Santo col suono delle sue campane, prima del campanile di Giotto. Subì varie trasformazioni, e l'aspetto che attualmente presenta non è originale, ma frutto di un restauro effettuato all'inizio del Novecento dall'architetto Severino Crott. Fu riconsacrata infatti nel 1903 ed ebbe il fonte battesimale nel 1949. 
È stata fino al 2025 sede parrocchiale, unita a quella dei Santi Quirico e Giulitta.

## Descrizione

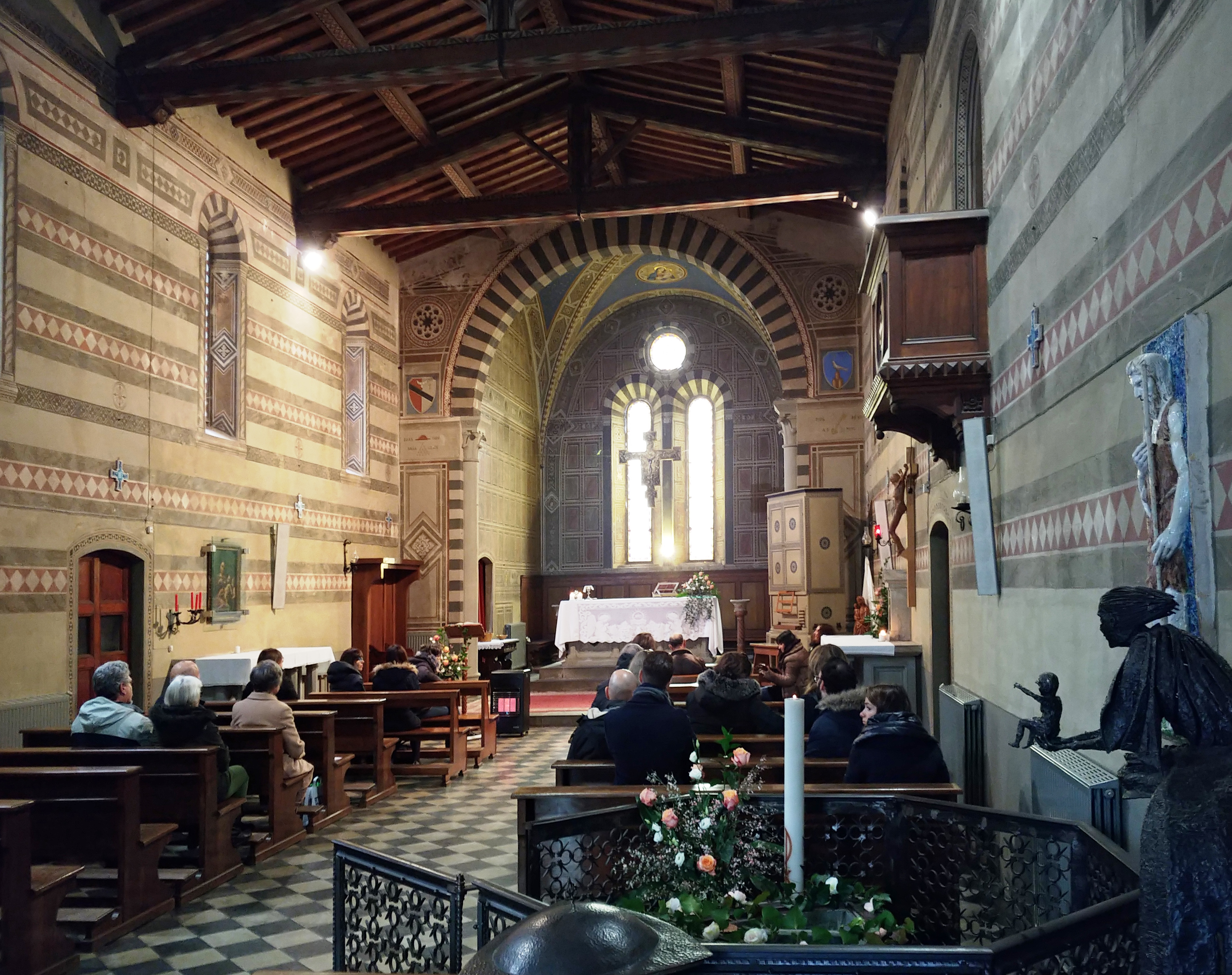
L'interno

La facciata della chiesa è a capanna, con paramento a vista in pietra locale, ravvivato da bacini ceramici e da stemmi in parte antichi (per quanto rovinati), come quello di don Antonio de' Medici, che ne fu patrono nel XVI secolo, e quello Capponi, che ebbe il patronato nel XVIII secolo.
Si accade alla chiesa da un portale centrale, immettendo in una navata unica, coperta a capriate. Le pareti sono ravvivate da pittura a fasce geometriche che simulano un paramento bicromo e specchiature marmoree, da stemmi dipinti e da altri motivi. Sul presbiterio la volta a crociera è poi decorata da quattro medaglioni con la Madonna col Bambino, San Pietro, San Francesco e San Giuseppe. Sono tutte decorazioni neogotiche, risalenti alla ristrutturazione completata nel 1903, con l'aggiunta degli stemmi sull'arcone del cardinale Elia della Costa e di papa Pio XII, risalenti al 1949. Anche i confessionali hanno forme cuspidate, tipiche dell'arte neomedievale.
Le opere d'arte sono quasi tutte novecentesche: lungo la parete destra si vedono un San Giovanni Battista in terracotta policroma di Orazio Belli (1949) e un monumento in bronzo di una madre con bambino (L'offerta di Giovanni Banci, 1989), entrambi presso il fonte battesimale. Più avanti, presso l'altare laterale destro, è presente il crocifisso a tecnina mista in terracotta e legno di Mito Melani (1986). 
Nei pressi del presbiterio vi è un organo positivo a 5 registri, costruito nel 1687 da Niccolò Giovannini e proveniente dalla vicina chiesa di San Quirichino, pure sulla collina di Marignolle.
Sopra l'altare maggiore sta appeso il crocifisso in bronzo dorato e argentato di Marco Lisa (1992). Sulla parete sinistra invece, sopra l'altare laterale, è l'unica opera antica della chiesa, una Madonna col Bambino e un angelo, copia settecentesca da Correggio.